# كومبات زون ريسلينج
كومبات زون ريسلينج (CZW) هو اتحاد مصارعة أمريكي مستقل. في عام 1998، بدأ جون زانديج وخمسة من طلابه، ريك بليد وتي.سي. كيه ولوبو ونيك جيج وجاستيس باين (إلى جانب المدرب جون داهمير) في إدارة عروض مصارعة المحترفين في نيو جيرسي وديلاوير، حيث حصلوا علي علامة تجارية من مصارعة الهاردكور باسم «العنف المفرط والزائد». سلالم، طاولات، الكراسي الصلبة القابلة للطي، مسامير تثبيت الورق، الأسلاك الشائكة، العصي، الانابيب الخفيفة، أجزاء من الزجاج، والنار كلها عناصر مشتركة من «المصارعة العنف المفرط» في CZW. قامت الشركة بملء مكانة لمحبي مصارعة الهاردكور الذين تركوا الساحة بسبب غلق شركة اكستريم تشامبيون شيب ريسلينج (ECW). أسست CZW نفسها كأفضل اتحاد مصارعة هاردكور أمريكي في قاعة أي سي دبليو ارينا حيث اقاموا هناك عرض Cage of Death 3 في عام 2001، وهو العام الذي تم فيه اغلاق ECW.
ساعدت القائمة المحلية الخاصة بهم في إنشاء ما أصبح أفضل اتحاد مصارعة مستقلة في السنوات اللاحقة. على الرغم من أنها معروفة بشكل شائع بأسلوبها «الفائق في العنف»، إلا أن عروضها تتميز بكل نمط آخر من المصارعة أيضًا. تشمل هاي فلاير، كوميديا، سترونج ستايل، مصارعة فنية. يؤكد عرض المسابقة السنوية لبطولة Tournament of Death على النمط فائق العنف من CZW ، بينما يركز عرض السنوي Best of the Best على الأسلوب الفني والجوي. تم بث CZW على شبكة فايت نتورك يو كي إلى المشاهدين في المملكة المتحدة وإيرلندا كجزء من برنامج Bloodbath حتى تم إغلاق الشبكة في عام 2008. تدير CZW الآن عروضًا شهريًا في مجمع Rastellies Kids في Sewell ، نيو جيرسي؛ سوف يقومون أحيانًا بعمل العروض خارج نيو جيرسي.
في عام 2016، تم تغطية CZW من قبل نائب وسائل الإعلام في فيلم Bloodlust: Tournament of Death: Inside Deathmatch في أمريكا .     

## التاريخ

### أكاديمية المصارعة المحترفة
تأسست أكاديمية كومبات زون ريسلينج للمصارعة في نيو جيرسي على يد جون زانديج في عام 1998. بعد تدريب المصارعين بمفرده، ومن ثم استعان زانديج بمساعدة جون دامر، الذي ساعد في التدريب مع زانديج للصفوف الثلاثة التالية. أول طالب تم تدريبه هو لوبو، الذي عمل مع زانديج قبل مسيرتهما في المصارعة. كان نيك غيج وجاستيس بين هما الطالبان التاليان اللذان تم تدريبهما بواسطة زانديج. الطالب الرابع والخامس المدربين كانا تي سي كيه وريك بليد. انتقلت الأكاديمية إلى قاعة 2300 ارينا في فيلادلفيا ، بنسلفانيا ودمجت لفترة وجيزة مع مصنع شيكارا للمصارعة. بعد فترة وجيزة من العمل، انفصلت الأكاديمية عن مصنع شيكارا للمصارعة ونقلت مقرها إلى نيو جيرسي، ثم عادت إلى فيلادلفيا، والآن إلى بلاكوود، نيو جيرسي. في السابق، كان درو غولاك المدرب الرئيسي للأكاديمية، مع أعضاء غرفة ملابس CZW ينضمون إليهم كل دورة. انضم لاحقًا إلى دبليو دبليو اي في عام 2016.

### الاتصال باليابان
شهد مطلع عام 2000 تكوين شراكة بين اتحاد سي زي دبليو مع الاتحاد الياباني بيج جابان برو ريسلينج لتكوين ما يعرف بـ مباراة الموت، وشاع أسلوب مباراة الموت التي استمرت فيه CZW في الولايات المتحدة، أو ما يعرف ب «العنف الفائق». تم تداول المواهب الترويجية على حد سواء خلال عامي 2000 و 2001، وشهدا الاتحادين صراع بين شركة سي زي دبليو ضد الشركة في اليابان. شمل «المحاربون CZW» في BJW وايفبيتير، نيك غيج، ترينت اسيد، جاستيس باين، جوني كشمير، نيت هاتريد، روسكوس، نيك بيرك، وكذلك جون زانديج كقائد.
زانديج تحول مصارع محبوب في اليابان وجون كاساي حاول ضم زانديج لفريقه Big Dealz في CZW. شارك كاساي في مباراة أطلق عليها فيما بعد اسم "Un F'N Believable" في إشارة إلى اسم العروض المستقبلية. خلال المباراة، تعرض كاساي للرمي فوق الحبل العلوي في أعمدة الإنارة والأسلاك الشائكة والطاولات، مما تسبب في خروج عظم كوع كاساي من جسده، واستمر في المباراة رغم اصابة كوعه البالغة.
خلال عام 2001 في اليابان، واجه وايفباتير وريوجي ياماكاوا في مباراة أنهت مسيرة ياماكاوا بعد أن قام وايفباتير باخراجه من الحلبة ورماه طاولة تم إعدادها في الخارج. في «مقابلة لاحقة» صرح وايفباتير أن صعوبات التواصل بين الاثنين كان عاملا رئيسيا أدى إلى الحادث. دافع وايفباتير أنهم كانوا يجب أن لا تنفذ المناورة، على الرغم من أن هذه الخطوة استمرت ورأيت رأس ياماكاوا يصطدم بالخرسانة. ذكر كلا المصارعين أنه ذلك خطأ الآخر عندما لم يأخذ ياماكاوا الخطوة كما ينبغي تنفيذها؛ في البداية، على الرغم من أن البعض يلومون الطاولات اليابانية، الأصغر حجماً والأكثر صلابة والأصعب في كسرها، فإن الطاولة في هذا الحادث لم تنكسر وانزلقت ببساطة من أسفل ياماكاوا وبالتالي سقط فقط علي ساقيه، مما تسبب في أن يصطدم رأسه بقوة بالخرسانة.
```
بعد انفجار أجزاء مثيرة للجدل الذي حصل في مباراة الزجاج التي حصلت بين زانديج وميتسوهيرو متاسانجي في اليابان، 2001، غادر زانديج BJW مع حزام BJW مباراة الموت. وكثير من المصارعين من كل من الاتحادين في ذلك الوقت كانوا في حيرة حول تلك الحادثة الغريبة.
[
9
]
```

### فترة العروض المدفوعة وتشامبس ارينا وبرنامج فيك يو تي في
في فبراير 2000، نقلت الشركة من مقرها الرئيسي في مانتوا، نيو جيرسي إلى ملعب شامبس لكرة القدم، في سيويل، نيو جيرسي. حيث بقوا هناك لمدة عامين إلى أن حظرت ولاية نيو جيرسي استخدام الأسلحة فائقة العنف (مثل الزجاج والأسلاك الشائكة والنار) في المصارعة. ولمواجهة الحظر، نقلت السي زي دبليو مقرها من نيوجيرسي إلى ديلاوير، حيث استضافوا عروضهم الأكثر عنفًا طوال فترة وجود الشركة.
تم وضع تسجيل عرض في 25 يونيو 2000. كان من المقرر أن يكون الحدث الرئيسي بين تيري فونك وأتسوشي أونيتا في مباراة اكسبلوجين، إعادة مباراة مواجهتهما في الذكرى الرابعة لاتحاد FMW . تعثرت الصفقة فتم إلغاء المباراة بسبب ان اونيتا رفض ذلك. على الرغم من أن العرض قد أقيم وكان الحدث الرئيسي لـنيك جايج ووايفباتير في أول مباراة من نوع 200 لايت تيوب (الانبوبة الضوئية) على الإطلاق في الولايات المتحدة الأمريكية، إلا أن العرض أطلق عليه لاحقًا "they said it couldn't be done" 
في 8 يونيو 2001، في عرض Take 1 . خلال الحدث الرئيسي   قام ريك بليد بحركة سواسيد دايف من علي شرفة اتفاعها حوالي 20 قدم (7 متر)، ريك بليد عانى من كسر في الساق بعد هبوطه على جاستيس باين، الذي وضع على طاولتين مكدسة، وكان نيك غايج يحاول عمل دايف ثانية علي لوبو على بعد بضعة أمتار. انزلق غايج وسقط من أعلى الشرفة إلى الأرض، لكنه كان قادرًا على الاستمرار رغم اصابته، على عكس بليد الذي كان يجب أن يتم اسعافه بسرعة. تم قطع هذا المشهد من العرض التلفزيوني. تم بث التسجيلات التلفزيونية على قناة WGTW-48، كجزء من برنامج «فيك يو تي في» الخاص ببرنامج CZW ، والذي كان متاحًا في العديد من الولايات الشمالية الشرقية في الولايات المتحدة. بعد العديد من التغييرات التي أجراها فريق الإنتاج WGTW-48 على مر السنين، بما في ذلك تغيير الفاصل الزمني من يوم السبت الساعة 9:00 مساءً إلى منتصف الليل، للتنافس مع اتحادات المصارعة الأخرى، لكن كانت هذه الفكرة فاشلة واستمر برنامج فيك يو تي في  يعرض في وقته السابق. استمرت CZW في تحمل كل قرار تجاري صاغته شبكة WGTW-48 ونفذته حتى قررت القناة عدم بث حلقة 18 يونيو 2004 بسبب محتواها، من خلال التأثيرات السلبية على المشجعين وبعد كثير من الاعتبار، قررت شركة CZW ايقاف تسجيل ذلك العرض.

### قاعة الفايكينغ لأول مرة وحروب الانديز
نظرًا لعرضها السنوي القادم كيدج اوف ديث 3 (COD) في نهاية عام 2001، احتاجت الشركة إلى مكان أكبر وأول ظهور لها في ECW Arena ، سابقًا قاعة Viking Hall والتي تسمي حاليًا باسم The Arena. كان هذا المكان هو أول عملية بيع في المبنى منذ عصر اي سي دبليو، وتم إبعاد المئات عن أكبر عرض في تاريخ الاتحاد.
تنافست العديد من الاتحادات على قاعدة المعجبين في الشمال الشرقي الأمريكي والتي تركتها ورائها شركة أي سي دبيلو في ما أصبح يعرف باسم «حروب الإنديز». كانت CZW و XPW و 3PW هي الاتحادات الرئيسية التي تتنافس في قاعة Viking Hall. تم منح XPW عقد الإيجار للساحة في أواخر عام 2002 بعد أن عرض روب بلاك حوالي 60,000 دولار. في 12 ديسمبر 2002، كجزء من الإدارة الثلاثية في اتحاد رينج اوف اونر، أقامت عروض بالتزامن مع CZW و 3PW فيما كان آخر اتحادين اقاما عروضهم في الساحة. خلال حدث CZW ، صرح زانديج علنًا أنهم عرضوا مبلغًا قدره 32000 دولار للبقاء في القاعة، ولكنهم أيضًا ذكروا أنه مع مبلغ الـ 10,000 دولار في الشهر الذي يتعين على اتحاد XPW دفعه مقابل المبنى، لن يستمر عقد الإيجار لفترة طويلة.
رافق اتحاد XPW مع الحوادث المتعلقة بـشركة إكستريم أسوشيتس (الاباحية)، وتم اغلاقه لاحقًا في عام 2003. عاد CZW إلى الساحة في 8 مارس 2003.

### تحية لاتحاد أي سي دبليو وإيطاليا
بعد وقت قصير من عودتهم إلى قاعة 2300 ارينا، في 10 مايو 2003، روجت الشركة لعرض بعنوان "Then & Now: A Decade of Defiance". كان هذا الحدث تكريما للسنوات العشر الأخيرة من المصارعة الاكستريم وبالاخص لاتحاد أي سي دبليو في ملعب الحمراء الجديد، أو في ذلك الوقت؛ قاعة الفايكينغ.
في 25 أكتوبر 2003، ظهر الاتحاد لأول مرة في إيطاليا بسجل حضور بلغ حوالي 2000 شخص قاموا بمليء قاعة Palasport Arena في بستويا،  وقت لاحق يوم 27 مارس 2004، عادت الشركة إلى حدث آخر شارك فيه سابو في مباراة السلالم هذه المرة فقط حضر العرض حوالي 500 شخص في بارما.

### غزو اتحاد IWA-MS
في 14 يونيو 2003، غزا اتحاد انديبينتدنت ريسلينج اسّوسيشين -ميد ثاوز (IWA-MS) اتحاد CZW كجزء من زاوية السيناريو مما أدى إلى نزاع بين الاتحادين طوال معظم عام 2003. خلال ليلة الغزو الأولي، كان الجمهور غاضبًا لدرجة أنهم بدأوا في إلقاء الكراسي في الحلبة علي إيان روتن، وكوبرايل روبنسون، وجي سي بايلي من اتحاد IWA-MS. أصيب مفوض المصارعة في ديلاوير، الذي كان في الحلبة في ذلك الوقت، علي جانب رأسه. اشتند الخلاف بين كل من الاتحادين وذلك أدى إلى اعلان نزال بين مصارعي CZW ضد مصارعي IWA-MS في عرض Tournament of Death 2 حيث شارك خمس مصارعين من IWA-MS وثلاثة مصارعين من اتحاد CZW شاركوا في بطولة الإقصاء الفردية المكونة من 8 رجال. وشهد نصف النهائي مصارعان من فريق CZW ، وهم جون زانديج ونيك موندو، يتنافسان في مباراة تثبيتين من أصل 3 lightube log cabin ، وهي مباراة يقال إنها أنهت مسيرة نيك موندو. ليكون ظهوره الأخير على أي حال موندو في مقابلة قال ان ظهوره الاخير في الاتحاد سيكون في ذلك العرض). قرب نهاية المباراة قصف زانديج نيك موندو بضربته Mother F'N Bombed من علي ارتفاع 40   قدم على السطح كما تحطمت بكل من زانديج وموندو الطاولة ومع ساحة lightube log cabin غريبة الشكل . واصل زانديج البطولة مع 3 عظام مكسورة في معصمه وفاز بالبطولة بعد فوزه على إيان روتن في المباراة النهائية التي كانت من نوع مباراة 200 lightube .

### حادث شنق زانديج العرضي
أثناء عداء جون زانديج حيث كان يمثل دور المكروه مع هاي-فايف، تم تعليق زانديج في منتصف الحلبة بواسطة خطافات اللحم من سطح الساحة. أدى هذا الحادث العرضي إلى الإعداد للحدث الرئيسي لعرض Cage of Death 2003، حيث تم تعليق قفص من السقف، وكان يسمى الحدث Cage of Death 5: Suspended . بقيت الشركة ناجحة في ذلك العام واستحوذت على جمهور كثير وباعوا كل التذاكر الخاصة بعرض Cage of Death السنوي.

### السنوات اللاحقة
خلال عام 2005، أقامت CZW علاقة شراكة مع الاتحاد المحلي تشيكارا، الذي تم تأسيسه في مدرسة تدريب مشتركة تعرف باسم "The Wrestle Factory" في قاعة New Alhambra Arena ، مع Chris Hero و Mike Quackenbush . كالمدربين الرئيسيين، خلال عام 2007 غادرت CZW من مدرسة التدريب لتشكيل الخاصة بهم، مثل مدرستهم القديمة.
بقيت الشركة قوية في السنوات المقبلة مع التوقيع مع مايك بيرنز، الذي كان مسؤولا عن واحدة من أفضل العروض في تاريخ الاتحاد. Pancoast Productions ، وهي شركة كانت مسؤولة لسنوات عديدة عن شعارات CZW واغاني دخول المصارعين، من بين أشياء أخرى، انفصلت الشركة لفترة قصيرة في أواخر عام 2005 بعد مشادة بين مالك شركة Pancoast Productions مايك بانكوست وجون زانديج .
في عرض Cage of Death 7 في نهاية عام 2005، تحدي بطل CZW الرجل الحديدي السابق كريس هيرو «الاماريكان دراجون» براين ديلسون في مباراة في العرض التالي. وراء الكواليس خلال هذا العرض، كان مالك اتحاد CZW جون زانديج غاضبًا. لم يكن زانديج على علم بالصفقة التي رتبها عضو فريق ابداع CZW ، مايك بيرنز مع عضو فريق ابداع رينج أوف اونور (ROH) غابي سابولسكي . زانديج سمع موضوع شراكة CZW مع ROH جعلته يغضب لدرجة الجنون. ذهب زانديج لخلف الكواليس من قبل مايك بانكوست، بعد حجة قوية للغاية دفعه زانديج إلى أسفل الدرج. ونقل أحد العمال في الاتحاد عن زانديج قوله لبانكواست «تأكد من الاستحواذ على السكك الحديدية في طريقك».

### الشركة تحت إدارة دي جي هايد
اشترت المصارع دي جي هايد شركة CZW من زانديج في عام 2009. العرض الأول الذي حجزه دي جي هايد كان Tangled Web 2. منذ ذلك الحين، أقامت CZW عروضها الأولى في ألمانيا،  ماساتشوستس،  أوهايو، ساوث كارولينا وانديانا. عادوا أيضًا إلى اليابان وأعادوا النجوم السابقة مثل هاوميسيد،  الأخوان بريسكو،  ديريك فريزر، وبي. جي. ويتير. في عام 2014، قامت CZW بجولة في إنجلترا كجزء من عرض مع اتحاد Tidal Championship Wrestling.
في يناير 2012، تم بيع حلبة CZW &amp; ECW وتم إغلاقه في وقت لاحق، ولم يتم إعادة فتحها حتى ديسمبر 2013. وقد أجبر إغلاق المكان CZW على البحث عن قاعة جديدة، يعمل الآن الاتحاد على تنظيم فعاليات شهرية في Flyers Skate Zone في فورهيس، نيو جيرسي. بعد 13 عامًا من العمل معًا، في عام 2013، توقفت شراكة Combat Zone Wrestling و Smart Mark Home Video عن المشاركة. اعتبارًا من فبراير 2013، يتم تصوير جميع أحداث Combat Zone Wrestling وتحريرها وتوزيعها بواسطة فيديو RF. في 12 يوليو 2017، تم الإبلاغ عن أن ديف ماركيز قد اشترى الشركة Combat Zone Wrestling كمالك جزئي للشركة. 

### حادث اتحاد GCW العرضي
في 9 ديسمبر 2017، انتهى عرض Cage of Death 19 في CZW مع نيك غايج وبريت لاودردال من الاتحاد
```
المنافس Game Changer Wrestling .تم غزو الحلبة من قبل مصارعي اتحاد GCW وبحسب ما ورد، قام جيانكارلو ديتامو، من فريق ابداع CZW ، بوضع زاوية الغزو على دي جي هايد، لكن تم إسقاطه. دون إخبار أي شخص، قرر ديتامو أن يمضي بزاوية بغض النظر. تم استدعاء الشرطة إلى الساحة، ولكن ديتامو وغايج ولاوديردال كانوا قد غادروا المكان في الوقت الذي وصلوا فيه. وورد أن هايد «غاضب للغاية» بسبب الحادث، حيث تم طرد ديتامو من الاتحاد.
[
22
]
```

### نشاطات أخرى
شاركت CZW أيضًا في عروض مصارعة أخرى مثل: wXw في ألمانيا، و FMW .

## استوديوهات CZW
CZW Studios هي خدمة فيديو عند الطلب مملوكة لشركة Combat Zone Wrestling. في عام 2015، وقعت CZW صفقة لعرض عروضها الشهرية على In Demand.  يتم بث جميع أحداث CZW الرئيسية مباشرة على الخدمة، والتي تتميز أيضًا بمباريات من أرشيف العروض القديمة، والتي يعود تاريخها إلى عام 2002. الخدمة لديها سعر الاشتراك الشهري الحالي من 9.99 دولار حيث أنتجت تلك الشبكة علي غرار شبكة دبليو دبليو أي نتورك وجلوبال ريسلنيج نتورك ونيو جابان ورلد واونر كلوب
```
. 
[
25
]
```

## مافين بنتلي اسّوسياشن
مافين بنتلي اسّوسياشن (MBA) هي شركة شقيقة لكومبات زون ريسلينج، ويديرها Maven Bentley. مافين بنتلي اسّوسياشن هي الشركة المملوكة الوحيد لشخصية مافن بنتلي. إنه يقدم خدمات التروج لشركات المصارعة المستقلة وكذلك شخصية Maven Bentley للتمثيل والمساعي الترفيهية الأخرى. وتعد مافين بنتلي اسّوسياشن هي نصف القائمة هي أساسا من CZW. قدمت مافين بنتلي اسّوسياشن (MBA) خدمات لبعض الأسماء الكبرى في مجال المصارعة مثل حلبة الشرف (ROH) وورلد اكستريم ريسلينغ (WXW) ووارلد سومو ليغ (WSL) و توتال نون ستوب اكشن (TNA).
في عام 2007، عاشت CZW عدئاً قصيرًا مع مافين بنتلي اسّوسياشن، الذي كان يدير CZW على مدار الأشهر القليلة الماضية من خلال استغلال بنتلي القوي وسلطاته. بنتلي «استأجرت» عددًا قليلاً من مصارعي CZW لمساعدته في إدارة الشركة. ومن بين هؤلاء المصارعين ديارد داستن لي وسكوتي فورتيز وبراين دامج ودي جي هايد. تورط بنتلي بنفسه لأنه كان من المقرر أن يواجه لوبو في مباراة حزام الحطاب، التي خسرها في عرض كيج أوف ديث 9. عادت مافين بنتلي اسّوسياشن إلى CZW Arena لحدث «الأزمة الاقتصادية» في 31 يناير 2009.

### بطولات
| اسم البطولة                                 | البطل                         | هزم للفوز باللقب     | تاريخ الفوز:  | الموقع                 |
| ------------------------------------------- | ----------------------------- | -------------------- | ------------- | ---------------------- |
| بطولة MBA الوزن الثقيل                      | أندي سومنر                    | دي جي هايد           | 6 يونيو 2008  | فيلاديلفيا، بنسيلفينيا |
| بطولة MBA للفرق                             | BLKOUT (إيدي كينغستون وسابين) | كوري كاستل وجون دامر | 21 يونيو 2006 | فيلاديلفيا، بنسيلفينيا |
| بطولة MBA ايه مايفن- كان ايدول للوزن الثقيل | Daunte الحلو                  | ديريك فريزر          | 16 أبريل 2005 | فيلاديلفيا، بنسيلفينيا |

## الأحداث السنوية
| العرض                 | سنوات النشاط          | ملاحظات                                                          |
| --------------------- | --------------------- | ---------------------------------------------------------------- |
| CZW كيج اوف ديث       | 1999                  | اشتهر بمباراة كيج اوف ديث                                        |
| CZW بيست اوف ذا بيتست | 2001                  | دوري للجونيور                                                    |
| CZW تيرمينيشن اوف ديث | 2002                  | دوري بقوانين العنف الفائق                                        |
| CZW نايت اوف ان فيمي  | 2002                  | حدث عنف فائق                                                     |
| CZW ديجا فو           | 2002                  | حدث فائق عنف                                                     |
| CZW داون ويز ستيكنيس  | 2005                  | الذكري السنوية لكريس كاش Chri$ Ca$h واشتهر بمباراة سلالم وسقالات |
| CZW تانجليد ويب       | 2008                  | اشتهر بمباراة الأسلاك الشائكة Spiderweb                          |
| CZW High Stakes       | 2002 (1st) 2014 (5th) |                                                                  |

### كيدج اوف ديث
أكبر عرض لاتحاد سي زي دبليو القتال هو نهاية العام يسمي بقفص الموت . تتميز دائمًا بمباراة "Cage of Death" قفص الموت، وهي عبارة عن مباراة قفص فولاذي به العديد من الأسلحة والتي تستخدم في اسلوب الالترافويلنت. جدران قفص مكهربة، صبار، سلالم، طاولات، كراسي فولاذية قابلة للطي، أسلاك شائكة، أنابيب خفيفة، حريق، زجاج، مسامير تثبيت، ومضارب بيسبول . المباريات التي تتضمن دائمًا الأعمال المثيرة للمخاطرة العالية والاصابات الخطيرة . يحتوي عرض Cage of Death أيضًا على تنسيقات وشروط مختلفة: سواء علي المستوي الفردي أو الفرق أو التدافع .

### تيرمنيشن اوف ديث
تيرمنيشن اوف ديث تعرف باسم دوري بطولة الموت وتختصر الي TOD تتميز بطولة Combat Zone Wrestling السنوية في مبارايات عرض تيرمنيشن اوف ديث باستخدام الحرائق ومربي الأعشاب الضارة والأنابيب الضوئية «الليت تيوب» والأسلحة الأخرى. الفائزون السابقون هم والفباتير (تيرمينيشن اوف ديث 1 و 3)، نيك موندو (TOD 2)، نيكرو بوتشر (TOD 4)، نيك غايج (TOD 5 و TOD vs. Gorefest)، دريك يونغر (TOD 6)، براين داميج (TOD: FF)، جيمي هافوك (TOD 7)، وجون زانديج الذي أعطى الكأس إلى Thumbtack Jack الذي خسر بطولة كأس الموت في عرض Best of the Best لصالح دي جي هايد (TOD 8). بسبب الأحداث التي وقعت في TOD 8، حدث عرض آخر يدعى TOD 8.5 Rewind في نفس العام فاز بها Thumbtack Jack. فاز سكوتي فورتيكز بلقب TOD 9. فاز مسادة بـ TOD X و XI و TOD: أوروبا.

### بيست اوف ذا بيست
بطولة Combat Zone Wrestling السنوية التي تختلف عن أحداث CZW الأخرى في كيفية التركيز على الألعاب الرياضية أكثر من استخدام الأسلحة. بيست اوف ذا بيست هي بطولة، حسب التصميم، بطولة لفئة الجونيور. في عام 2005، تم تنسيق البطولة كبطولة مفتوحة الوزن. في العام التالي، عاد إلى شكله الأصلي. ومن بين الفائزين include Winger ، ترينت اسيد، بي-بوي، سونجاي دأت، ميك كواكنبوش، Ruckus ، جوكر ، سباين ، إيغوتيستيكو فانتاستيكو ، آدم كول وسامي كاليهان .

### ديجا فو
ظهر العرض الأول مباراة سلكية شائكة بين زانديج ولوبو. منذ ذلك الحين تم أصبح عرض Deja Vu على أساس عرض سنوي تقريبًا.

### Chri$ Ca$h ميموريال شو
اعتبارًا من عام 2005، تقوم Combat Zone Wrestling سنويًا بإحياء ذكرى المصارع كريستوفر " Chri$ Ca$h " باومان بعرض بعنوان " Down with the Sickness " بعد أغنية Chri$ Ca$h التي تغنيها فرقة Disturbed . بدأ العرض في الأصل كعرض في فترة الظهيرة ، مع ذلك اقامت CZW حدث آخر في وقت لاحق من المساء. شارك العديد من المتدربين السابقين في CZW في أحداث سابقة ، بما في ذلك GQ صديق كريس كاش القديم ، حيث صارع في جميع نسخ ذلك العرض .

### تانجليد ويب
كل عام منذ عام 2008 تحت اسم تانجليد ويب الذي يعني الاسلاك المتشابكة ، عقدت CZW هذا الحدث الذي يستخدم فيه مباريات بقانون "spiderweb barbed-wire " شبكة الاسلاك الشائكة العنكبوتية

### كومبات زون: بايوند ريليسنغ
أطلقت CZW هذا البرنامج للجماهير المصارعة التي لاتفضل مصارعة الالترافويلنت أو الهاردكور ، والذي يتضمن مباريات مصارعة عادية بدون دماء .

### دوجو وار
أطلقت CZW هذا البرنامج لتدريب نجوم CZW في المستقبل علي غرار عرض WWE أن اكس تي .

## نبذة عن مصارعي هذا الاتحاد
مصارعين هذا المكان لايعرفون الرحمة أو الشفقة، فهم يشبهون الموتى السائرون " Zombies "، فمن المعتاد أن يخرج المصارع من النزال ويخضع لغرز لجروحه في جميع أنحاء جسده تتعدى عدد شعر رؤوسهم، ومن المحتمل أن يخرج إلى مثواه الأخير، ولذلك فهم يختلفون عن أي شخص موجود على هذا الكوكب كما يقولون.
تحذير : عدم اقتراب أصحاب القلوب الضعيفةتتميز نزالات هذا الاتحاد بعدم وجود قوانين نهائياً فجميعها دموية، فبعد أن ذاع صيتة بدأ الترويج له عبر وسائل الإعلام ولكن ليس لزيادة معدل المشاهدة بل لتحذير الجميع بعدم الدخول أوالاقتراب منه. 
ولذلك ينصح عدم مشاهدتة أقل من 18 عام، ولهذا السبب نادت منظمة حقوق الإنسان كثيراً بمنع هذا العرض نظراً لما يحتوية من مشاهد ضد الإنسانية لتشن حملة ضده ومالكه تطالب فيها بغلق هذا الاتحاد. وصنف للمشاهدين علي انه NC-17 وهو آخر مستوي في التصنيفات العالمية للعنف.

## قوانين النزالات في CZW
أغلب نزالاته دموية بمعنى الكلمة قوانينها متتطرفة، فكل شئ حول الحلبة متاح لهم ليس مثل wwe هنا يختلف قليلاً، فالذي تحتوية أرضية الحلبة كل ما ألذ وطاب حتى يتم الإنهاء على الخصم، ونستعرض لكم بعض قوانين الاتحاد :
- استخدام الآلات الكهربائية والتي تستخدم لتقطيع الأخشاب و، ولكن هنا تستخدم لجرح أجساد الخصوم وإيذائهم.
- آلات الحفر التي تستخدم للمسامير والعدد اليدوية.
- ألواح الزجاج والثلوج نظراً لحدتها.
- إشعال النيران ليتم إطفائها بجسد الخصم.
- أدوات المطبخ الحادة لكن هنا ليست لتقطيع الطعام بل لغرزها في رأس المنافس.
- دبابيس المكتب وتستخدم هنا لتثبيت الأوراق ولكن على وجه الخصم.
- سلالم ومقاعد وحبال الحلبة معظمها تحاط بأسلاك شائكة.

ومايزيد الأمر إثارة عندما يكون خصمك يتحلى بكرم الضيافة، فإذا كنت تنزف على أرضية الحلبة لاحول لك ولا قوة، يذهب الآخر ليحضر لك جالون من الكحوليات أو المياه المغلية حتى يطهر لك جروحك. كل هذة القوانين عناصر أساسية في النزالات.

## أشهر مصارعي CZW
- ريتش سوان

## قائمة المصارعين
- ديفيد ستار
- دي جي هايد
- مسادة
- مات تريمونت
- BLKOUT
- جو جاسي

الي جانب الكثير من المصارعين من اتحادات مستقلة أو من شركات اخري

## بطولة

### البطولات الحالية
اعتبارًا من 1 أبريل 2019
| البطولة                       | البطل الحالي                                      | عدد امرات | تاريخ الفوز     | عدد أيام | الموقع                  | ملاحظات                                                                                                  |
| ----------------------------- | ------------------------------------------------- | --------- | --------------- | -------- | ----------------------- | --- |
| بطولة CZW العالم للوزن الثقيل | مانس وارنر                                        | 1         | ديسمبر 9, 2018  | 2294 +   | فيلاديلفيا، بنسيلفينيا  | هزم ريكي شين بيج في قفص الموت 2018 .                                                                     |
| بطولة CZW للفرق               | فريق هاوس اوف جانجون (انتوني جانجون و اميزينج رد) | 1         | مارس 2, 2019    | 2211 +   | فورهيس بلدة ، نيو جيرسي | هزم فريق ار اي بي (ديف ماكول ونيت كارتر) في عرض Trifecta Elimination 2019 .                              |
| بطولة CZW وايرد               | جوردون اوليفار                                    | 1         | أكتوبر 13, 2018 | 2351     | فورهيس ، نيو جيرسي      | هزم إدي بلاكووتر في بطولة أفضل من أفضل 2018 .                                                            |
| بطولة CZW ميدال اوف فالور     | إيران آش                                          | 1         | أكتوبر 19, 2018 | 2345     | فورهيس بلدة ، نيو جيرسي | فاز الكابتن دوجو وارز (آري أبوت) بفرصة لتسمية النص في مباراة اللقب اختار أن يكون بينينجتون الدفاع عن آش. |

### بطولات منتهية
| بطولة                             | البطل الأخير           | عدد المرات | تاريخ الفوز    | عدد أيام | الموقع                  | ملاحظات                                                                         |
| --------------------------------- | ---------------------- | ---------- | -------------- | -------- | ----------------------- | ------------------------------------------------------------------------------- |
| بطولة CZW ديث ماتش                | نيت هاتريد             | 2          | أغسطس 9, 2003  | N / A    | فيلاديلفيا، بنسيلفينيا  | هزم نيك غيج في Aftermath – The Wounds Run Deep!. .                              |
| بطولة CZW انتربرومشونال للهاردكور | لوبو                   | 1          | مايو 29, 1999  | 343      | ملقة ، نيو جيرسي        | هزم جون كرونوس و TCK في مباراة ثلاثية للفوز باللقب الذي تم إخلاؤه في حدث مباشر. |
| بطولة CZW ايرون مان               | إيجوتيستيكو فانتاستيكو | 1          | يونيو 13, 2009 | 28       | فيلاديلفيا، بنسيلفينيا  | هزم سامي كاليهان في Best of the Best 9. .                                       |
| بطولة CZW ألترافويلنت اندرجراوند  | مسعدة                  | 1          | يوليو 9, 2011  | 315      | فيلاديلفيا، بنسيلفينيا  | هزم داني هافوك في New Heights .                                                 |
| بطولة CZW الجونيور للوزن الثقيل   | جريج ممتاز             | 2          | مارس 14, 2015  | 210      | فورهيس بلدة ، نيو جيرسي | هزم الكسندر جيمس في ديجا فو .                                                   |

## روابط خارجية
- الموقع الرسمي
- نتائج من عروض CZW السابقة
- الملف الشخصي على Wrestlingdata.com